# 巴基斯坦宗教
巴基斯坦宗教（2017年）

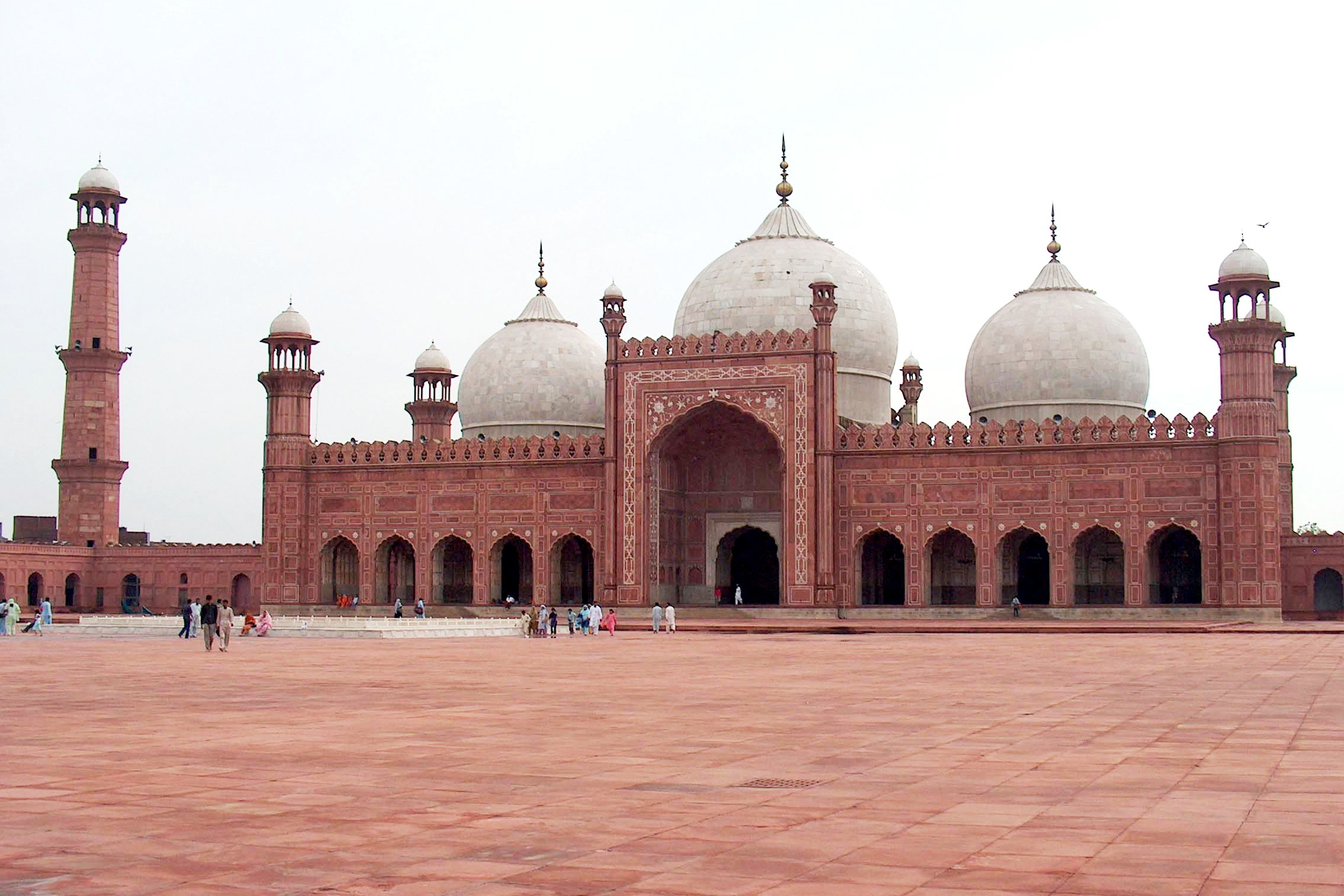
拉合爾巴德夏希清真寺，建於莫臥兒帝國時期

巴基斯坦的國教是伊斯蘭教，穆斯林約佔巴基斯坦95％－98％的人口。巴基斯坦憲法保障宗教自由，所有巴基斯坦公民都享有宗教信仰平等的權利。其餘的2－5％人口信仰基督宗教、印度教、錫克教和其他宗教。
巴基斯坦穆斯林大多數是遜尼派，其餘的5－20％是什葉派。遜尼派穆斯林屬於哈乃斐學派， 大多數什葉派穆斯林屬於十二伊瑪目派。

## 憲法
巴基斯坦憲法規定伊斯蘭教為國教， 並規定所有的法律都要符合“古蘭經”和“聖訓”規定的伊斯蘭教的禁令。憲法限制巴基斯坦非穆斯林的政治權利，總統或總理只允許由穆斯林擔任。此外，聯邦法院擔任法官只有穆斯林能擔任，法院有權罷免任何被視為非伊斯蘭教的法律，儘管其判決可以被巴基斯坦最高法院否決。

## 宗教社群
- 伊斯蘭教（96.0%）
  - 遜尼派：75－95%[8][11][18][19][20]
  - 什葉派：5－20%[8][11][12][13]
- 其他宗教
  - 印度教: 2%[21]（3,600,000）
  - 基督宗教: 1.59%[21]（2,800,000）
  - 巴哈伊教: 40,000－79,000[22]
  - 錫克教: 20,000[20]
  - 瑣羅亞斯德教/帕西人: 1,600[23]至20,000
  - 卡拉什人: 3,000
  - 佛教: 1,500[24]
  - 阿赫邁底亞: 0.22－2.2%

## 伊斯蘭教

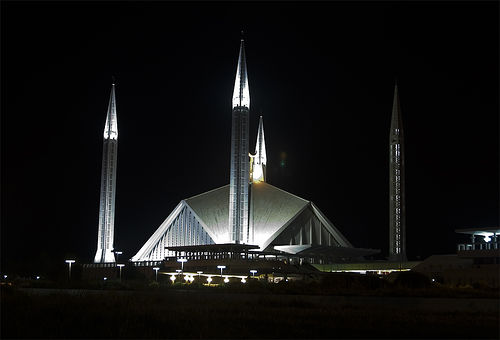
費薩爾清真寺

伊斯蘭教是巴基斯坦的國教，約有95－98％的巴基斯坦人是穆斯林。巴基斯坦是繼印度尼西亞之後，世界上第二大穆斯林國家。大多數巴基斯坦穆斯林是遜尼派（75－95％），什葉派人口約有5－20％。皮尤研究中心在2012年調查巴基斯坦什葉派穆斯林有6%。幾乎所有巴基斯坦遜尼派穆斯林都屬於哈乃斐學派，少數屬於罕百里派。巴基斯坦的什葉派穆斯林大部分屬於十二伊瑪目派。什葉派聲稱自1948年以來被巴基斯坦政府的歧視，聲稱遜尼派在商業、官方立場和司法都有優先權。

## 印度教

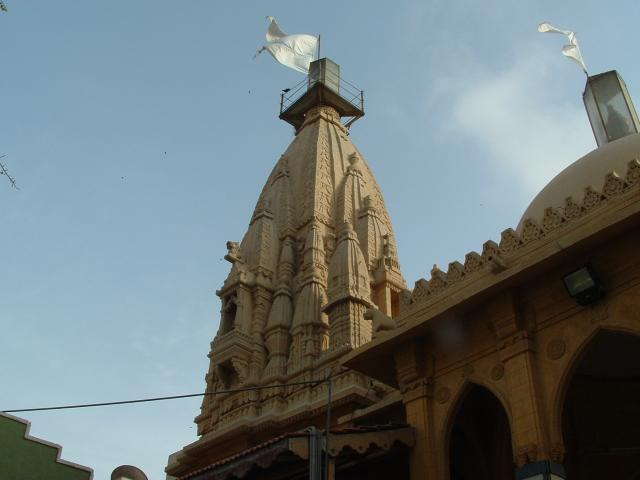
Shri Swaminarayan Mandir印度教寺廟

根據1998年的人口普查，印度教是繼伊斯蘭教後巴基斯坦的第二大宗教。截至2010年，巴基斯坦擁有世界第五大的印度教信徒，印度教育部預測，到2050年，巴基斯坦將成為世界第四大印度教人口國家。

## 錫克教

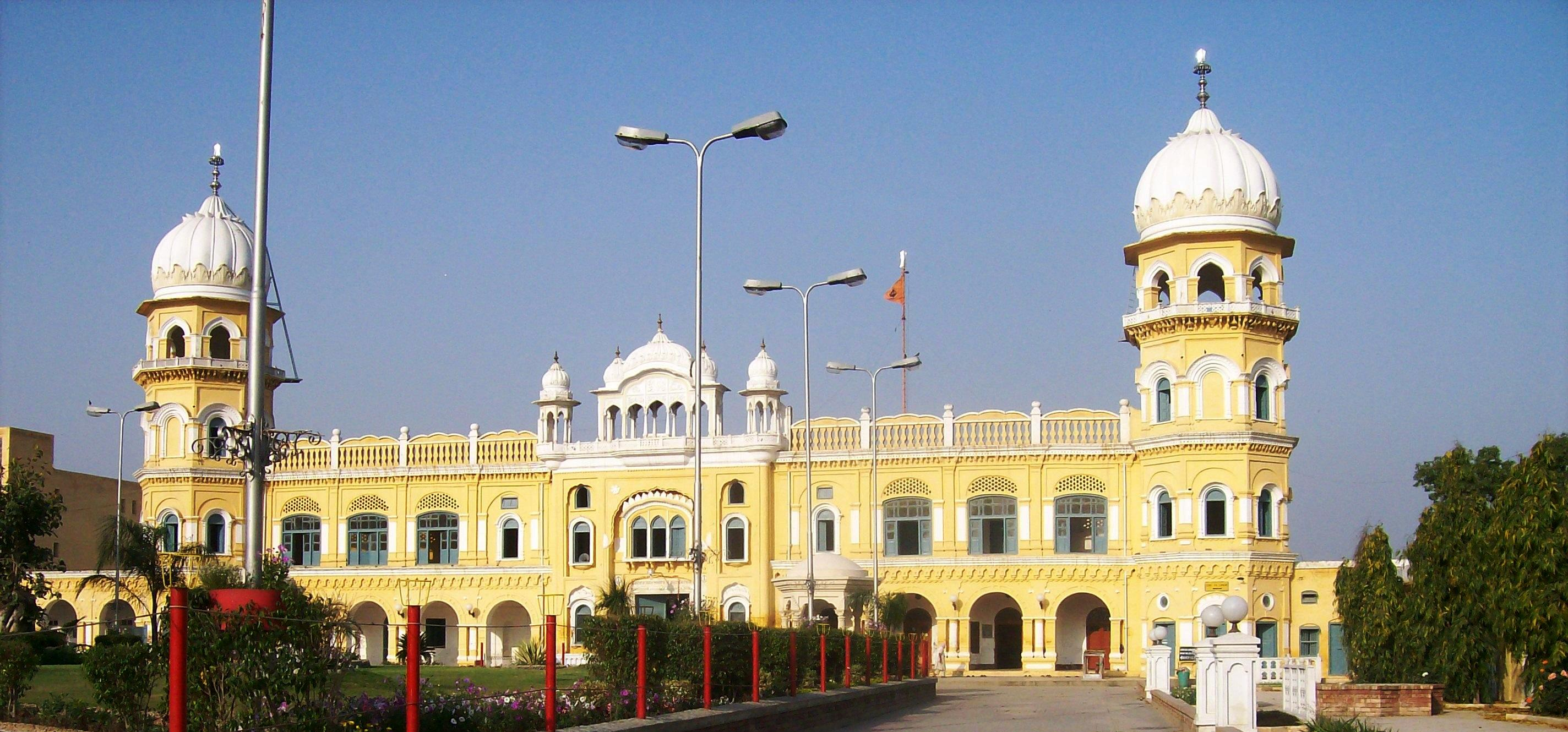
旁遮普省Nankana Sahib的錫克廟宇

15世紀改革派錫克運動起源於巴基斯坦的旁遮普地區，錫克教的創始人以及絕大多數信徒都起源於旁遮普地區。今天在巴基斯坦有許多錫克人，雖然估計有所不同，但數量被認為是在2萬左右。近年來，越來越多的錫克教徒從鄰國阿富汗移民到巴基斯坦，他們的人數有所增加。拿那克的廟宇位於拉合爾附近的南卡納薩希卜（Nankana Sahib），那裡有許多來自世界各地的錫克教徒朝聖。

## 耆那教

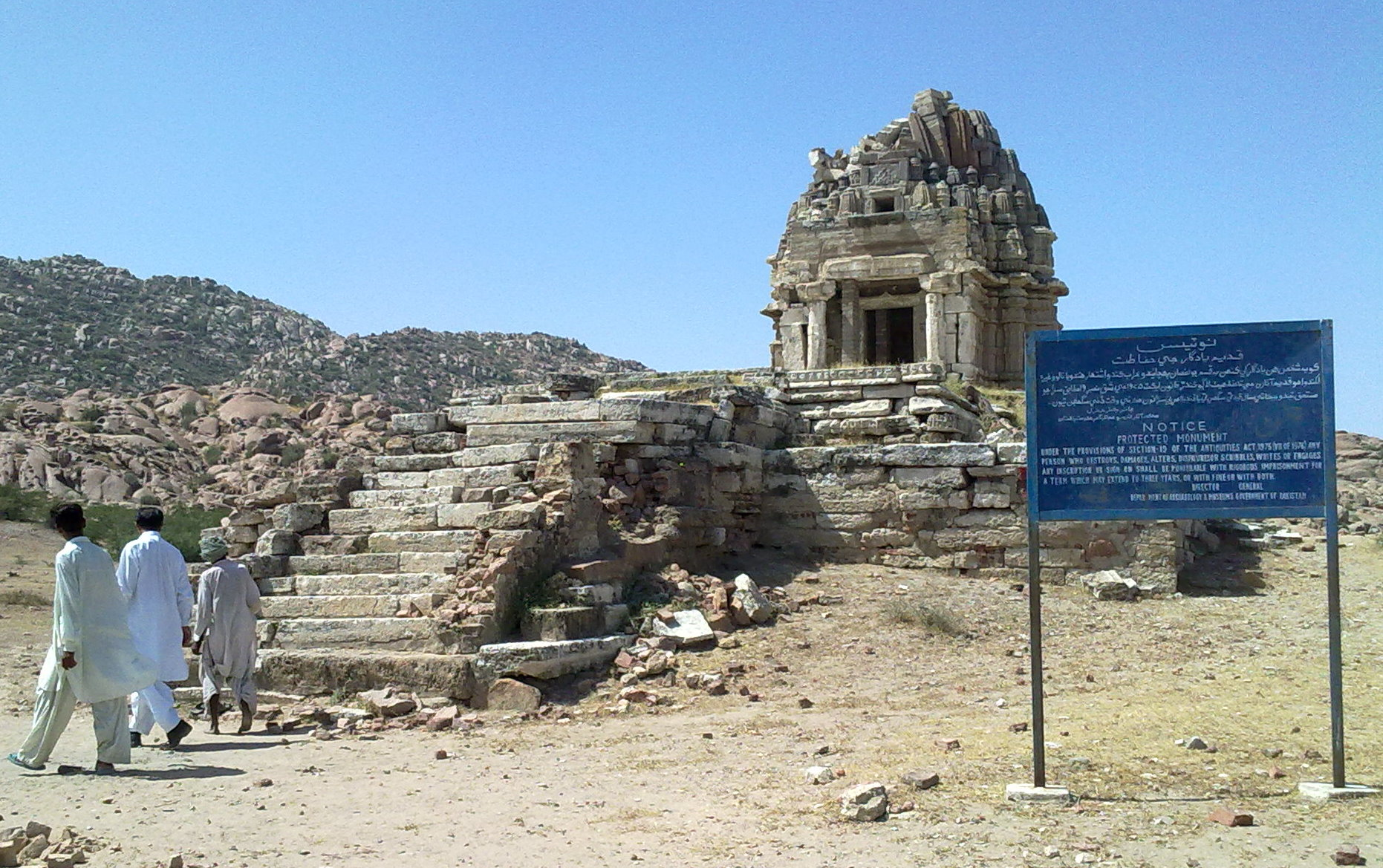
古代耆那教寺廟遺跡

在1947年的分裂之前，甚至在分裂之後的幾年中，耆那教在信德省，旁遮普省，俾路支省和開伯爾-普赫圖赫瓦省有都存在。現今沒有任何耆那教徒居住在巴基斯坦，但據信在信德省和旁遮普省仍有耆那教徒。

## 佛教
佛教在巴基斯坦有著悠久的歷史，目前在巴基斯坦國內還有一個至少有1500名的佛教徒小社區。許多佛教帝國和城邦的遺跡都存在，特別是健馱邏國。在斯瓦特縣有密宗佛教信仰。伊斯蘭教傳入前，巴基斯坦和阿富汗的大部分地區是最早採納佛教信仰的地區之一，並且有大量的信徒。佛教透過巴基斯坦北部的絲綢之路，傳播到中亞甚至到中國和其他地區。

## 基督宗教

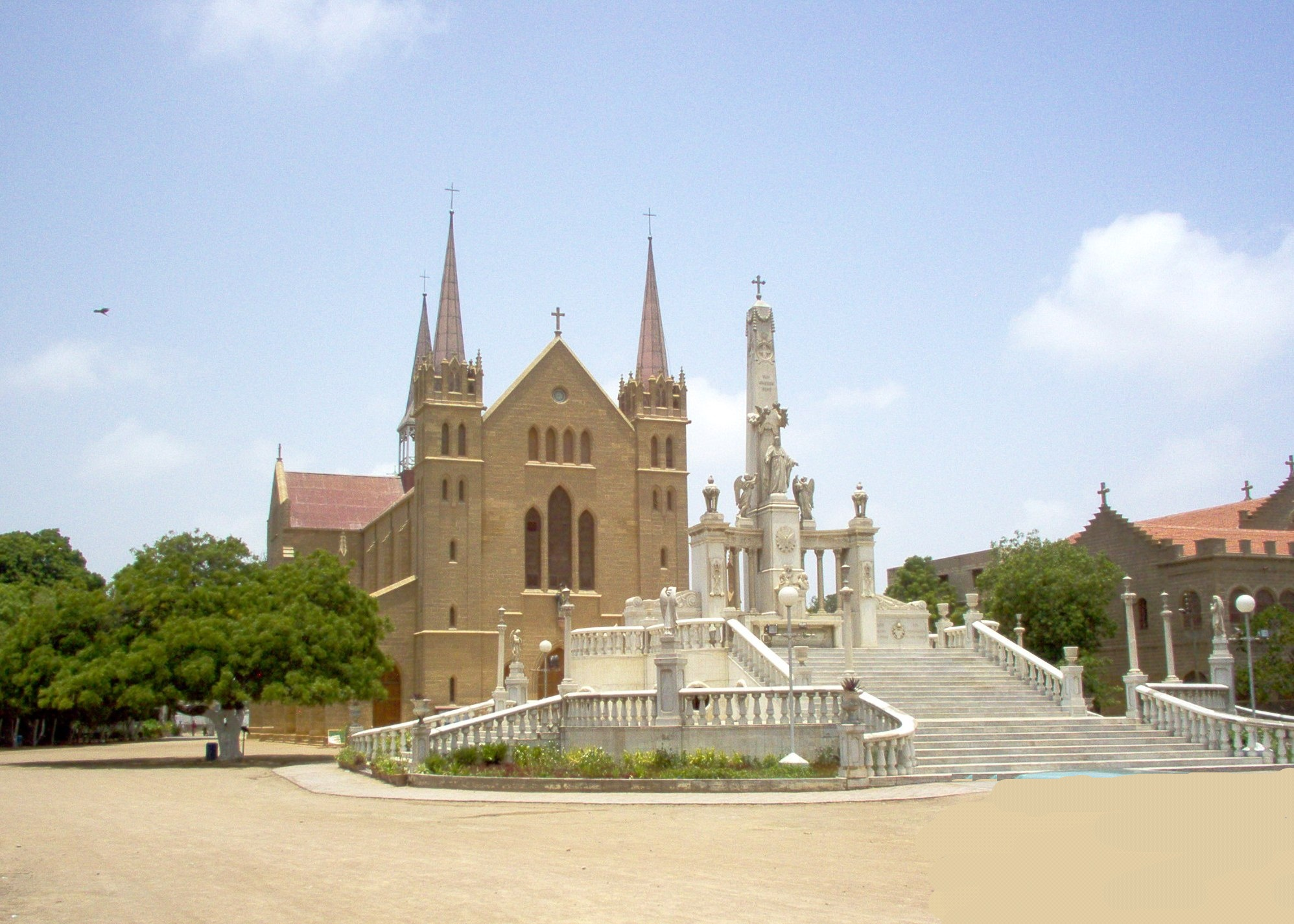
聖博德主教座堂

基督徒（烏爾都語：مسيحى）佔巴基斯坦人口的1.6％，總人口中約有280萬人。 巴基斯坦的大部分基督徒是由旁遮普地區和英國殖民時期的皈依者所組成的。這個社群遍布旁遮普省，而在其他省份的基督徒主要分佈在城市中心。喀拉蚩有一個羅馬天主教社群，由果阿和泰米爾移民建立。新教在巴基斯坦的團體很少。

## 瑣羅亞斯德教（祆教）

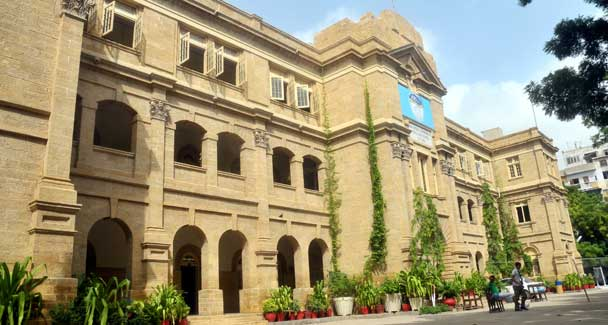
喀拉蚩Bai Virbaiji Soparivala 帕西學校

巴基斯坦至少有4000名公民信仰瑣羅亞斯德教。 祆教由帕西人從伊朗移居到到印度半島傳入巴基斯坦，他們在信德省海岸定居，建立起社區和企業。巴基斯坦在1947年獨立時，喀拉蚩和拉合爾為帕西人做生意的地區。巴基斯坦獨立後，許多帕西人移民到國外，但仍有部分帕西人留在巴基斯坦。巴基斯坦國父穆罕默德·阿里·真納的第二任妻子瑪麗雅姆·真納為來自孟買帕西人。

## 猶太教
各種估計顯示，1947年8月14日獨立時，約有1500名猶太人居住在巴基斯坦，其中大多數居住在喀拉蚩，少數居住在白沙瓦。但幾乎所有猶太人在1948年後都移民到了以色列。這兩個城市都有一些廢棄的猶太會堂。

## 巴哈伊教
巴基斯坦的巴哈伊信仰在英國殖民統治時期之前就已經傳入了。巴基斯坦的巴哈伊教徒有權舉行公開會議，建立學術中心，傳授信仰和選舉行政委員會。 然而，巴基斯坦政府禁止巴哈伊信仰的朝聖。根據最近估計，巴基斯坦有超過79000人士巴哈伊教徒，然而實際上的人數還不到這個數字的一半。

## 無神論
巴基斯坦有些人不信奉任何信仰（如無神論者和不可知論者），但他們的人數並不為人所知。  他們是特別是在大城市的富裕地區。有些人出生在世俗家庭，而另一些則出身於宗教家庭。根據1998年的人口普查，沒有宗教信仰的人佔巴基斯坦人口的0.5％，但是不信教的人社會壓力很大。蓋洛普2012年的一項研究發現，巴基斯坦無神論者的佔1％的人口。